# Sandbumoen
Sandbumoen este o localitate din comuna Sel, provincia Oppland, Norvegia, cu o suprafață de 0,27 km² și o populație de 287 locuitori (2013).